# 풀잎해룡속
풀잎해룡속(학명: Phyllopteryx)은 실고기목 실고기과에 속한 바닷물고기의 한 갈래이다. 주로 호주 남서부 해안에서 발견된다. 2015년까지는 풀잎해룡 단일종으로 이루어진 속이었지만 이후 루비해룡이 발견되면서 2종이 속한 속이 되었다.

## 종
아래 2종이 포함된다.
- 풀잎해룡 (Phyllopteryx taeniolatus)
- 루비해룡 (Phyllopteryx dewysea)